# Ken Oosterbroek
Ken Oosterbroek (14. února 1962 – 18. dubna 1994) byl jihoafrický fotoreportér a člen Bang-Bang Clubu. Pracoval pro The Star v Johannesburgu, v té době největší deník v Jihoafrické republice. Za svou práci získal řadu fotografických ocenění.

## Životopis
Oosterbroek se již od počátku snažil začít s fotografií, přecházel od redakce k redakci a snažil se získat práci na základě fotografií, které nelegálně pořídil během své vojenské služby v jižní Angole. O několik let později, v roce 1989, dosáhl svého prvního úspěchu, když vyhrál ocenění Ilford Award (Jihoafrický novinářský fotograf roku). V souvislosti s tím napsal:
A pak ráno taková prázdnota... pocit co-teď a už to nebylo tak důležité. Mám to, je to historie, je to zaznamenané a teď mám hlavu bez cílevědomého cíle... Teď už to opravdu můžu nechat prasknout. Dá mi někdo prosím prostor, abych to nechal roztrhnout? ALE, dejte mi pauzu, abych nafotil skutečnou věc. Skutečné, dění, život. Relevantní práci. Něco, co vám zvedne adrenalin a oči se vyloupnou, mozek se převalí možnostmi a potenciálem z energických fotografií. Jsem fotograf. Osvoboďte mě. 
V roce 1991 byl znovu jmenován jihoafrickým novinářským fotografem roku a v srpnu téhož roku byl hlavním fotografem The Star.

## Smrt
Oosterbroek byl zastřelen příslušníky Jihoafrických národních mírových sil (NPKF) v Thokoza Township, asi 25 kilometrů východně od Johannesburgu, 18. dubna, devět dní před volbami 27. dubna 1994 v Jihoafrické republice, prvními celorasovými volbami v zemi. On a další fotografové sledovali střet mezi mírovými silami a Africkým národním kongresem, když mírové jednotky zahájily palbu, Oosterbroeka zastřelily a dalšího člena Bang-Bang Clubu Grega Marinoviche postřelili.  
V červenci 1995 zahájila Jihoafrická republika patnáctiměsíční vyšetřování Oosterbroekovy smrti. Navzdory drtivým důkazům a balistice dokazujícím, že pouze mírové jednotky byly dostatečně blízko, aby ho zastřelily, soudce rozhodl, že nikdo odpovědný za Oosterbroekovu smrt nebyl nalezen. Nicméně, v lednu 1999, fotograf Greg Marinovich, blízký Oosterbroekův přítel, měl náhodné setkání s jedním z mírových sil, kteří bojovali v Thokoza v den Oosterbroekovy smrti, Brian Mkhize. Ačkoli Mkhize zpočátku tvrdil, že za to mohou příznivci Inkathy střílející z ubytovny, dne 14. února 1999 řekl, že mírové jednotky ze strachu a paniky bez rozmyslu zahájily palbu. Řekl: "Myslím, že někde, nějak... Myslím, že někde, jeden z nás, kulka, která zabila tvého bratra - přišla od nás."
Kevin Carter napsal o Kenu Oosterbroekovi ve své poznámce o sebevraždě: „[...] rozhodl jsem se připojit ke Kenovi, pokud budu mít to štěstí.“
Oosterbroekův život a fotografie jsou zaznamenány v The Invisible Line: The life and photography of Ken Oosterbroek od Mika Nicola (Kwela Books & Random House 1998).

## Ocenění
Oosterbroek byl třikrát nominován na titul South African Press Photographer of the Year a v roce 1992 získal druhou cenu v kategorii General News World Press Photo.

## Osobní život
Oosterbroek byl ženatý s novinářkou Monicou Oosterbroekovou (rozené Nicolsonové), od roku 1991 až do své smrti. Z předchozího vztahu měl jednu dceru jménem Tabitha (* 1989). 